# Calarcá (cacique)
Calarcá (originalmente Karlacá; desconocido - 16 de marzo de 1607) fue un cacique pijao que resistió la conquista española del territorio que actualmente es Colombia. En la pascua de 1607 incursionó contra el fuerte Maíto en compañía de Cocurga, Coyara y otros cuarenta guerreros indígenas. El fuerte era defendido por menos de treinta españoles, dirigidos por el capitán Diego de Ospina, que disparó su arma contra el pecho de Calarcá. El Cacique murió mientras su grupo huía.
Una leyenda, de carácter apócrifo inventada en el siglo XIX, relata que Calarcá no murió como consecuencia del balazo, sino a manos de Combeima, cacique coyaima que de esa manera vengó el asesinato de su hijo.
En honor del cacique se nombró el pueblo de Calarcá, Quindío, fundada en 1886 por colonos antioqueños. Adicionalmente, el Banco de la República puso en circulación una moneda de 10 centavos con la imagen del cacique Calarcá entre 1952 y 1966.